# Homework (Daft-Punk-Album)
Homework ist das Debütalbum des französischen House-Duos Daft Punk. Es erschien am 20. Januar 1997. Heute gilt das Album als einflussreicher Klassiker der elektronischen Tanzmusik.

## Entstehung und Stil
Das Album umfasste u. a. fast alle bisher auf Soma erschienenen Maxis. Vor allem die Singleauskopplungen Around the World, Revolution 909 und Da Funk wurden internationale Erfolge. Homework zeichnet sich durch einen respektlosen Umgang mit dem House-Genre, Punk-Einflüssen, verzerrten Samples und anderen Experimenten aus. Das Album gilt als der wesentliche Einfluss für die Housemusik der Jahre 1997–2001 und als Ursprung des Filter-House-Genres.
Mit der bildlichen Inszenierung der Musik wurden die Regisseure Michel Gondry für Around the World, Spike Jonze für Da Funk und Roman Coppola für Revolution 909 verpflichtet. Den Videoclip zu Fresh produzierten Thomas und Guy-Man anschließend in Eigenregie.
Unter den Künstlern, die für Daft Punk Remixes produzierten, finden sich illustre Namen wie Masters at Work (Around the World), Ian Pooley (Burnin’) und Armand van Helden (Da Funk).
Das Projekt wurde 1999 um eine DVD/VHS bereichert, welche dem Namen D.A.F.T. - A Story about Dogs, Androids, Firemen and Tomatoes trug und aus einer Sammlung der bisher erschienenen Videoclips mit Zusatzmaterial sowie einem Livemitschnitt bestand.

## Titelliste
Alle Songs wurden von Thomas Bangalter und Guy-Manuel de Homem-Christo komponiert und produziert.
1. Daftendirekt – 2:44
2. WDPK 83.7 FM – 0:28
3. Revolution 909 – 5:26
4. Da Funk – 5:28
5. Phœnix – 4:55
6. Fresh – 4:03
7. Around the World – 7:08
8. Rollin’ & Scratchin’ – 7:26
9. Teachers – 2:52
10. High Fidelity – 6:00
11. Rock’n Roll – 7:32
12. Oh Yeah (feat. DJ Crabbe, DJ Deelat) – 2:00
13. Burnin’ – 6:53
14. Indo Silver Club – 4:32
15. Alive – 5:15
16. Funk Ad – 0:50

## Rezeption
Homework wurde 2,5 Millionen Mal verkauft (Stand: 2006), die ersten zwei Millionen innerhalb von nur wenigen Monaten. Es wurde in 35 Ländern der Welt vertrieben und musste aufgrund der hohen Nachfrage bald mehrmals nachgepresst werden. Es wurden auf Wunsch der Gruppe auch 50.000 Vinylalben gepresst, Eine der besten Platzierungen wurde in Frankreich mit Platz drei erreicht, in Großbritannien erreichte das Album Platz acht, in Deutschland Platz 48, in den USA Platz 150 der Billboard 200.
Das Magazin Rolling Stone wählte Homework auf Platz 1 der 30 besten EDM-Alben aller Zeiten.
New Musical Express führt Homework auf Platz 302 der 500 besten Alben aller Zeiten und nahm das Album in die Aufstellung der „40 Albums That Changed Dance Music Forever“ auf.
In der Auswahl der 100 besten Alben der 1990er Jahre von Pitchfork belegt es Platz 65.
Die Zeitschrift Spin wählte Homework auf Platz 93 der 300 besten Alben aus dem Zeitraum 1985 bis 2014.
Das Album wurde in die 1001 Albums You Must Hear Before You Die aufgenommen.

## Kommerzieller Erfolg

### Chartplatzierungen
| ChartsChartplatzierungen       | Höchstplatzierung | Wochen |
| ------------------------------ | ----------------- | ------ |
| Deutschland (GfK)              | 44 (19 Wo.)       | 19     |
| Frankreich (SNEP)              | 3 (104 Wo.)       | 104    |
| Österreich (Ö3)                | 34 (16 Wo.)       | 16     |
| Schweiz (IFPI)                 | 33 (3 Wo.)        | 3      |
| Vereinigte Staaten (Billboard) | 150 (19 Wo.)      | 19     |
| Vereinigtes Königreich (OCC)   | 8 (41 Wo.)        | 41     |

| ChartsJahrescharts (1997) | Platzierung |
| ------------------------- | ----------- |
| Frankreich (SNEP)         | 24          |

### Auszeichnungen für Musikverkäufe
| Land/Region                  | Auszeichnungen für Musikverkäufe (Land/Region, Auszeichnung, Verkäufe) | Verkäufe  |
| ---------------------------- | ---------------------------------------------------------------------- | --------- |
| Belgien (BRMA)               | Platin                                                                 | 50.000    |
| Frankreich (SNEP)            | Platin                                                                 | 300.000   |
| Kanada (MC)                  | 2× Platin                                                              | 200.000   |
| Neuseeland (RMNZ)            | Platin                                                                 | 15.000    |
| Niederlande (NVPI)           | Gold (Virgin Benelux) · + Gold (EMI Music Holland)                     | 40.000    |
| Vereinigte Staaten (RIAA)    | Gold                                                                   | 500.000   |
| Vereinigtes Königreich (BPI) | Platin                                                                 | 381.000   |
| Insgesamt                    | 3× Gold · 6× Platin ·                                                  | 1.526.000 |

Hauptartikel: Daft Punk/Auszeichnungen für Musikverkäufe